# Автошлях Т 0820
Автошля́х Т 0820 — автомобільний шлях територіального значення в Запорізькій області. Проходить територією Мелітопольського району між селищами міського типу Якимівка та Кирилівка. Загальна довжина автошляху — 41,6 км.

## Історія
Будівництво автошляху було виконано 1954 року. 
На початку травня 2021 року, в рамках поточного середнього ремонту, розпочато роботи з підсилення основи, влаштування вирівнювального шару дорожнього покриття, вирубка порослі та укріплення узбіч, нанесення дорожньої розмітки, встановлення нових дорожніх знаків.
30 липня 2021 року завершено укладання верхнього шару покриття з щебенево-мастичного асфальтобетону на всьому автошляху. Фахівцями компанії «Автомагістраль-Південь» облаштовані з'їзди і примикання, тротуари, в'їзди у двори і відновлення водопропускних труб. Паралельно проводилися роботи щодо зміцнення узбіч і розчищення придорожньої смуги від чагарників і дрібнолісся. Також передбачені роботи з встановлення бар'єрного огородження, нових дорожніх знаків і нанесення дорожньої розмітки.

## Маршрут
Автошлях проходить через такі населені пункти:
| Автошлях Т 0820       |         |
| Запорізька область    |         |
| Мелітопольський район |         |
| Кирилівка             |         |
| Лиманське             |         |
| Косих                 |         |
| Шелюги                |         |
| Мала Тернівка         |         |
|                       | М18E105 |
| Якимівка              |         |

## Галерея

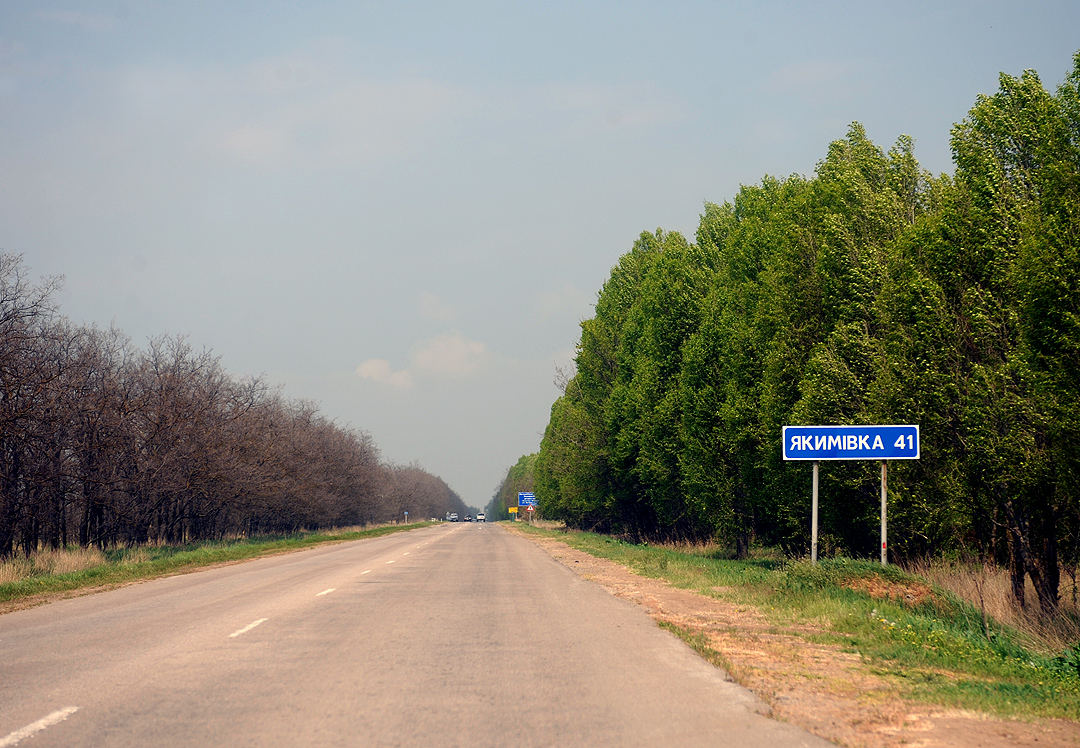
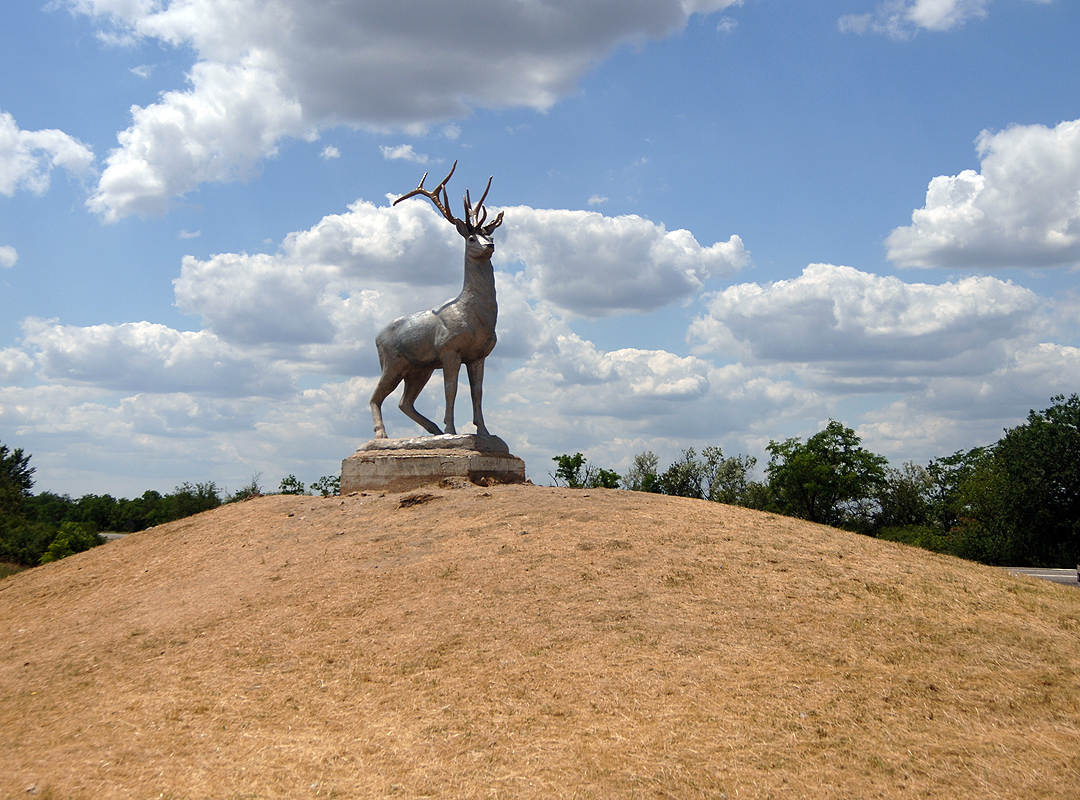
Скульптура оленя на перетині автошляху з трасою М18E105
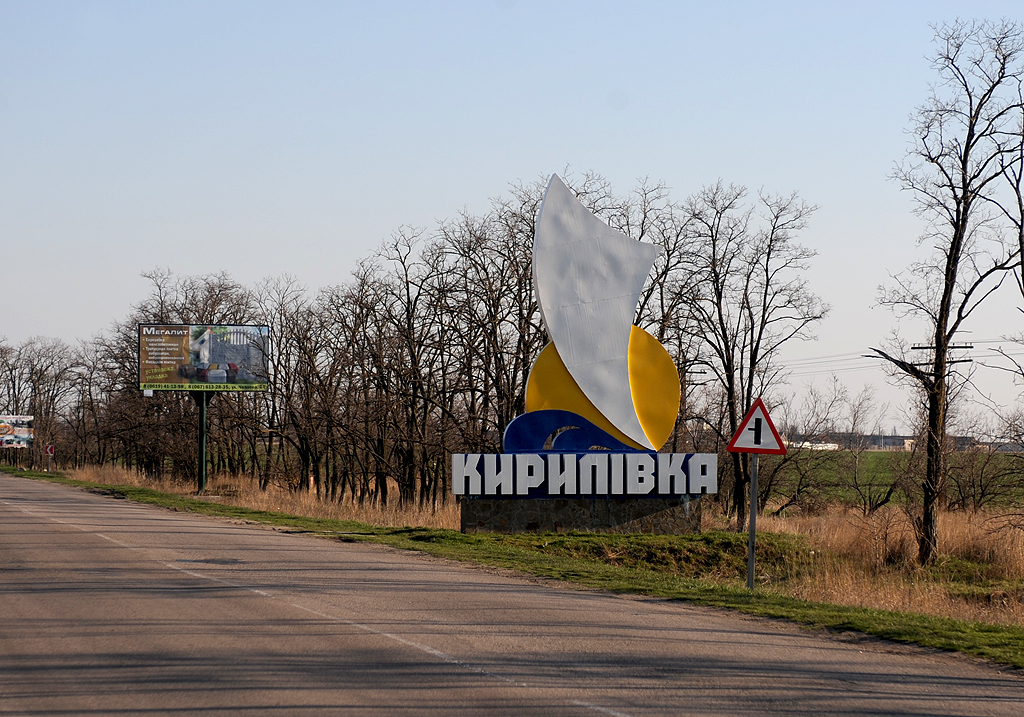